# 博爾德里夫卡
博爾德里夫卡（烏克蘭語：Болдирівка），是烏克蘭東部哈爾科夫州庫皮揚斯克區库皮扬斯克市镇内的村落，處於謝涅克河右岸，始建於1800年，面積0.72平方公里，海拔高度117米，2001年人口125。